# ایکانامیک تایمز
ایکانامیک تایمز (به انگلیسی: The Economic Times) یک روزنامه انگلیسی‌زبان هندی است که به وسیله شرکت تایمز گروپ منتشر می‌شود. این روزنامه پس از وال‌استریت ژورنال، پرمخاطب‌ترین روزنامه انگلیسی زبان با موضوع تجاری در دنیا است. این روزنامه که دفتر مرکزی آن در دهلی قرار دارد، در ۱۹۶۱ تأسیس شد.